# Psittacanthus smithii
Psittacanthus smithii är en tvåhjärtbladig växtart som beskrevs av Kuijt. Psittacanthus smithii ingår i släktet Psittacanthus och familjen Loranthaceae. Inga underarter finns listade i Catalogue of Life.